# Graysville (Tennessee)
Pour les articles homonymes, voir Graysville.
Graysville est une municipalité américaine située dans le comté de Rhea au Tennessee.
Selon le recensement de 2010, Graysville compte 1 502 habitants. La municipalité s'étend sur 1,17 milles carrés (3,03 km2).
La localité est nommée en l'honneur de Billy Gray, qui a cédé une partie de ses terres pour la construction du Cincinnati and Chattanooga Railroad et a été le premier receveur des postes local. Graysville devient une municipalité en 1917.